# Manaos
Manaos è un film del 1979 diretto da Alberto Vázquez-Figueroa.
Il film è l'adattamento cinematografico del romanzo Manaos scritto dal regista; racconta il periodo denominato Febbre del caucciù: tra il 1889 e il 1910, la richiesta mondiale di gomma di caucciù fu elevatissima; i proprietari terrieri utilizzarono come lavoratori membri di molte tribù amazzoniche, riducendoli in schiavitù e sottoponendoli spesso a torture, talvolta fatali; secondo un rapporto del diplomatico irlandese Roger Casement, in soli 12 anni furono resi schiavi, torturati e uccisi più di 30.000 indiani amazzonici.

## Trama
Nei primi anni del novecento alcuni proprietari di piantagioni di caucciù nella giungla amazzonica trasformano un villaggio in una grande prigione. Quattro schiavi decidono di scappare.

## Produzione
I diritti del soggetto furono da principio acquistati da Sean Connery, deciso nella produzione e nella propria partecipazione attoriale assieme a Claudia Cardinale; l'attore britannico rinunciò però al progetto dopo aver accettato, a dodici anni dall'ultima volta, di reinterpretare il ruolo di James Bond in Mai dire mai.
Vázquez-Figueroa decise così di trasporre il suo lavoro sullo schermo egli stesso; il ruolo destinato a Connery fu affidato a Fabio Testi, mentre per il ruolo femminile, affermò lo stesso regista, «mi dovetti accontentare della insopportabile Agostina Belli».
Il personaggio interpretato da Florinda Bolkan non compare nel romanzo, e fu quindi pensato appositamente per la pellicola.
Il film fu girato in Messico, vicino a Villahermosa e in Ecuador, dove il fiume Carrizal sostituì i grandi fiumi amazzonici. Le riprese si svolsero in un clima lavorativo non sereno: il produttore promise al regista ingenti mezzi e sforzi produttivi, i quali furono disattesi. Molte riprese furono effettuate senza l'uso del negativo, tenendolo nascosto agli attori, i quali constatando l'assenza dei materiali fondamentali avrebbero potuto avere ragioni legali per abbandonare il progetto. Fabio Testi, a cui fu rubata l'unica camicia che la produzione gli mise a disposizione, arrivò a chiedere i soldi in dollari e in contanti, nascondendoli dentro la presa della corrente temendo che il produttore li rubasse. Il regista ha in seguito ricordato che discusse continuamente con Agostina Belli perché a detta sua l'attrice pretendeva tantissimi primi piani e l'esaltazione della sua bellezza, nonostante interpretasse una donna persa nella giungla dopo essere stata violentata da una dozzina di uomini.
Agostina Belli ne parlò comunque bene:
(Agostina Belli)
Armando Grottini lavorò in qualità di aiuto regista.

## Accoglienza

### Critica
(Achille Valdata, Stampa Sera, 2 maggio 1980)